# نلی اواروا
نلی ولادیمیروا اوواروا (زاده ۱۴ مارس ۱۹۸۰) یک بازیگر تئاتر، فیلم و دوبله ارمنی-روسی است.

## زندگی‌نامه
سال‌های اول
او دردر شهر ماژیکیای لیتوانی مازیکیایی در یک خانواده روسی-ارمنی متولد شد.
پدر، ولادیمیر جورجیویچ اوواروف، مهندس فرایند، مادر، گالینا گریگوریونا اوواروا (نام خانوادگی دوشیزگی خلاتوف)، اقتصاددان حرفه‌ای، سابقاً ورزشکار، علاوه بر کار در تخصص اصلی خود، ژیمناستیک نیز تدریس می‌کرد. خواهر بزرگتر النا طراح است.
نلی دو ساله بود که خانواده به تفلیس نقل مکان کردند، جایی که والدین مادرش در آنجا زندگی می‌کردند. وقتی جورجیا ۹ ساله شد، وارد دوره بی‌ثباتی سیاسی شد که به درگیری‌های قومی و جنگ داخلی تبدیل شد. خانواده ۵ سال در این شرایط سخت زندگی کردند. در سال ۱۹۹۴، آنها به مسکو نقل مکان کردند، جایی که آنها خود را در وضعیت پناهندگی یافتند، نه مسکن، نه پول و نه کار وجود داشت. اما به تدریج همه مشکلات برطرف شد. در سال ۱۹۹۷، نلی از دبیرستان فارغ‌التحصیل شد و وارد بخش بازیگری VGIK شد.
در سال ۲۰۰۱ از VGIK فارغ‌التحصیل شد.

## حرفه
از سال ۱۹۹۹، اوواروا شروع به بازی در فیلم کرد.
از سال ۲۰۰۱، او در تئاتر جوانان آکادمیک روسیه (RAMT) خدمت می‌کند، جایی که نقش‌های متنوعی از الی در جادوگر شهر زمرد تا ناتالی هرزن در ساحل آرمان‌شهر بازی می‌کند. او یکی از بازیگران برجسته تئاتر جوانان آکادمیک روسیه (RAMT) است.
در سال ۲۰۰۴ او جایزه بهترین بازیگر زن را در "جشنواره بین‌المللی رنگین کمان" دریافت کرد (نمایش انفرادی "قوانین رفتار در جامعه مدرن"). پس از انتشار این اجرا، این بازیگر نامزد دریافت جایزه ماسک طلایی شد.
در سال ۲۰۰۵، این بازیگر به نقش اصلی مجموعه تلویزیونی «زیبا متولد نشو» دعوت شد که در آن نلی نقش «زن زشت جذاب» - اکاترینا پوشکاروا را بازی می‌کند. در مجموعه او با خواهرش النا اوواروا کار می‌کند. النا طراح لباس است.
در سال ۲۰۰۶، اولین فیلم بلند با مشارکت نلی اوواروا (بدون احتساب قسمت "بومر") "من می‌مانم" اثر کارن هوهانیسیان اکران شد.
در سال ۲۰۰۷ دعوتنامه‌ای برای بازی در نقش ورا در مجموعه تلویزیونی ۴۰ قسمتی آتلانتیس دریافت کرد که با موفقیت در STS (روسیه) و ۱ + ۱ (اوکراین) پخش شد.
در سال ۲۰۱۱، او الهام بخش ایدئولوژیک و سازماندهی پروژه کسب و کار اجتماعی «ساده لوحانه؟ بسیار» - در ابتدا یک فروشگاه اینترنتی برای تبلیغ محصولات کودکان دارای معلولیت شدید ایجاد شد که در کارگاه‌های خلاق کالج شماره ۲۱ آموزش می‌بینند. سپس کارگاه‌های تولیدی و خلاقانه، محل کار و فروشگاه خودشان ظاهر شد. در حال حاضر در واقعیت.
در سال ۱۳۹۴، همراه با رقصنده یوگنی راف، در نمایش کانال تلویزیونی "روسیه" "رقصیدن با ستاره هاً شرکت کرد. زوج آنها در این پروژه مقام دوم را به دست آوردند و جایزه تماشاگران را دریافت کردند.

### زندگی شخصی
ازدواج اول (۲۰۰۵–۲۰۰۹) با کارگردان سرگئی پیکالوف.
ازدواج دوم (۲۰۱۱- اکنون) با بازیگر الکساندر گریشین.
دختر ایا (متولد ۷ آوریل ۲۰۱۱).
پسر ایگناتیوس (متولد ۱ نوامبر ۲۰۱۶).

## فیلمشناسی
نقش‌های فیلم
| سال       | تعداد | نام                        | نقش                                  |
| --------- | ----- | -------------------------- | ------------------------------------ |
| ۱۹۹۹      | 1     | پرواز کرد                  | مارتا                                |
| ۲۰۰۲      | 2     | نقش‌های اصلی                | جولیا                                |
| ۲۰۰۴      | 3     | فرشته در حاشیه             | فیلمبرداری شده                       |
| ۲۰۰۵      | ۴     | زیبا به دنیا نیامد         | اکاترینا پوشکاروا                    |
| ۲۰۰۶      | ۵     | در اولین دایره             | نینل                                 |
| ۲۰۰۷      | ۶     | من خواهم ماند              | اوگنیا تیرسا                         |
| ۲۰۰۷      | ۷     | آتلانتیس                   | ورا استپنووا                         |
| ۲۰۰۸      | ۸     | ماسه سنگین                 | دینا ایوانوفسایا                     |
| ۲۰۰۸      | ۹     | فضاهای بسته                | تامارا                               |
| ۲۰۰۸      | ۱۰    | جزیره اسرارآمیز            | اولگا                                |
| ۲۰۰۹      | ۱۱    | М+F                        | ورونیکا                              |
| ۲۰۱۰      | ۱۲    | مسکو                       | النا                                 |
| ۲۰۱۰      | ۱۳    | دشمن نزدیک                 | ماریا                                |
| ۲۰۱۱      | ۱۴    | مامان                      | مدینه                                |
| ۲۰۱۰      | ۱۵    | مدینه فاضله برگ            | ناتالی هرزن، همسر الکساندر هرزن      |
| ۲۰۱۲      | ۱۶    | برای من گریه نکن آرژانتین! | کتیا                                 |
| ۲۰۱۲      | ۱۷    | مامان ۲                    | مدینه                                |
| ۲۰۱۲      | ۱۸    | همسر سابق                  | ناتالیا ملنیک                        |
| ۲۰۱۲      | ۱۹    | برج: افراد جدید            | لاریسا                               |
| ۲۰۱۴      | ۲۰    | پوزانی                     | فیلمبرداری شده                       |
| ۲۰۱۵      | ۲۱    | ماهواره‌ها                  | فاینا                                |
| ۲۰۱۶      | ۲۲    | پرداخت                     | ماریا الکساندرونا زدورسکایا، روانکاو |
| ۲۰۱۷      | ۲۳    | انطباق                     | ویکا                                 |
| ۲۰۱۸      | ۲۴    | مادر تو                    | لنا                                  |
| ۲۰۱۹      | ۲۵    | فصل بسته                   | اولگا                                |
| ۲۰۲۰–۲۰۲۱ | ۲۶    | آخرین وزیر                 | رایسا، همسر تیخومیروف                |

## نماهنگ‌ها
- ۱۹۹۸ - «بچه‌ها از حیاط ما» (لوب)
- ۲۰۰۵ - «اگر عشق در قلب زندگی می‌کند» (جولیا ساویچوا)

## -
- ۲۰۰۴ - مارینا تسوتاوا. اشتیاق برای مارینا "
- لیسیستراتا
- جادوگر شهر زمرد - الی
- آرتور و مینی پوت‌ها - شاهزاده خانم سلنیا
- وای از هوش - الیزابت